# Philodromus grosi
Philodromus grosi là một loài nhện trong họ Philodromidae.
Loài này thuộc chi Philodromus. Philodromus grosi được Roger de Lessert miêu tả năm 1943.